# Chiesa di San Biagio (Montepulciano)
La chiesa di San Biagio, chiamata per la sua monumentalità anche tempio di San Biagio, è un luogo di culto cattolico di Montepulciano, in provincia di Siena, sede dell'omonima parrocchia appartenente alla diocesi di Montepulciano-Chiusi-Pienza.
La chiesa, opera di Antonio da Sangallo il Vecchio ed esempio dell'architettura rinascimentale toscana del XVI secolo, sorge poco fuori dal centro storico della città, in una posizione isolata.

## Storia
L'edificio, summa degli studi rinascimentali sulla pianta centralizzata a croce greca applicata agli edifici di culto cattolici, fu realizzata da Antonio da Sangallo il Vecchio, il quale ebbe come immediato modello la basilica di Santa Maria delle Carceri a Prato, progettata una generazione prima da suo fratello Giuliano da Sangallo. La stessa pianta, derivata da alcune opere di Filippo Brunelleschi, venne applicata al progetto originario di Bramante e Michelangelo Buonarroti per la basilica di San Pietro o la chiesa di Santa Maria della Consolazione di Todi, di paternità incerta.
L'edificio rinascimentale venne edificato sul luogo dove sorgeva un'antica pieve di origine paleocristiana dedicata a santa Maria e successivamente, dopo il trasferimento dei diritti plebani, intorno all'anno 1000, entro le mura castellane, a San Biagio. Agli inizi del Cinquecento si conservavano della pieve solo alcuni resti; in un muro si trovava ancora un affresco con la Madonna col bambino e san Francesco, opera del Trecento senese, a cui nel 1518 vennero attribuiti eventi miracolosi. L'eco di questa devozione si sviluppa ben oltre l'area della Valdichiana: nel 1519, ad esempio, il comune di Sansepolcro, in Alta Valle del Tevere, delibera di partecipare alle spese dei pellegrinaggi che le compagnie e le persone della città sosterranno per recarsi in pellegrinaggio alla Madonna di San Biagio, alla quale già tante comunità hanno inviato doni.
Il popolo poliziano decise di erigere una nuova chiesa affidando l'incarico ad Antonio da Sangallo il Vecchio. Questi progettò un imponente edificio a pianta centrale e l'ambizioso progetto venne sostenuto da papa Leone X, che era stato educato da Agnolo Poliziano, nativo proprio della cittadina toscana.
La costruzione del tempio si protrasse sino al 1545 ed i lavori vennero diretti, dopo la morte del progettista, da altri sovrintendenti. L'ente che edificò la chiesa fu l'Opera di San Biagio, oggi confluita nella fabbriceria delle Opere Ecclesiastiche Riunite di Montepulciano.

## Descrizione

### Esterno

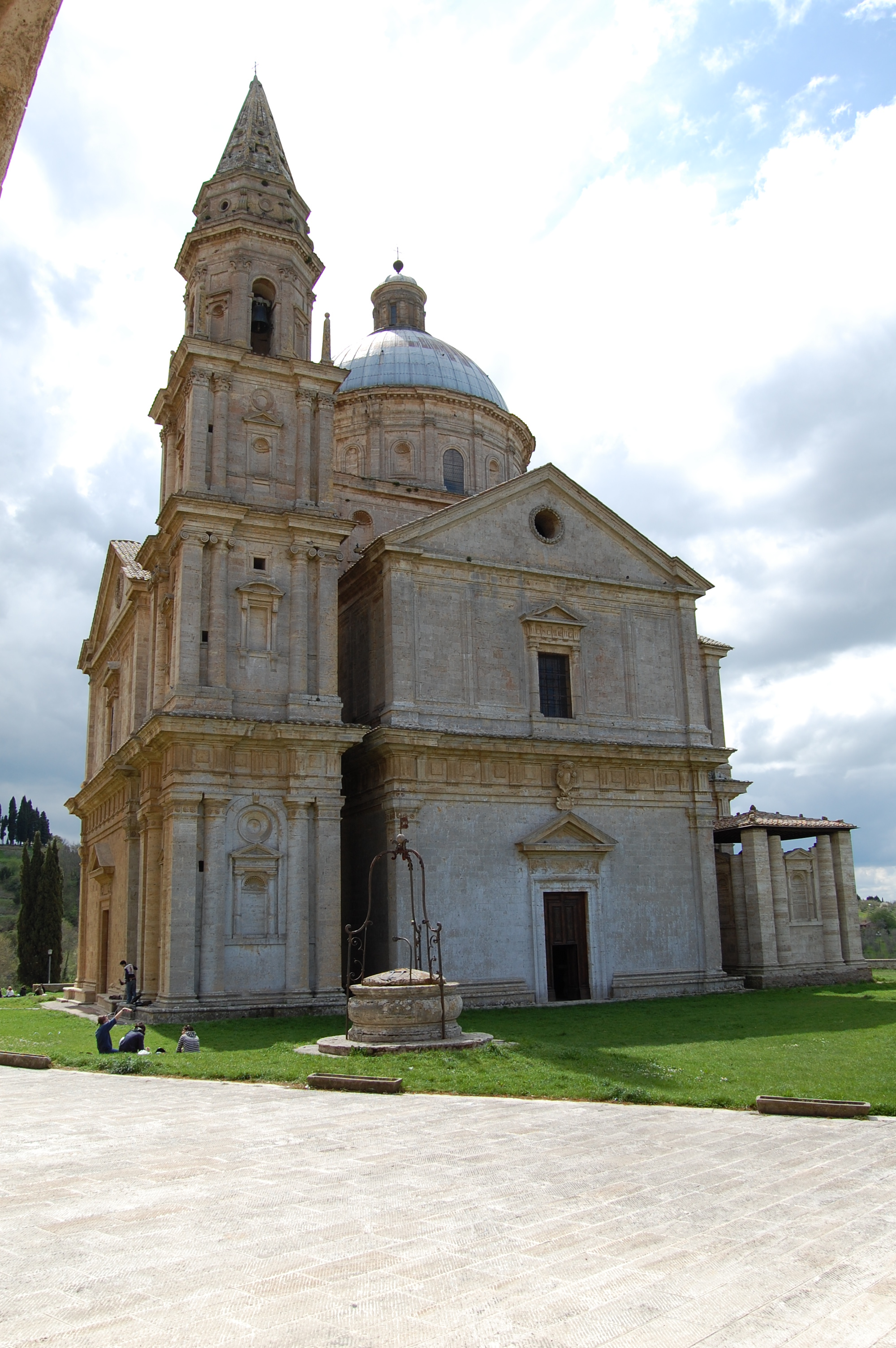
La facciata e il campanile

La facciata principale, il cui schema compositivo si ripete, con qualche variante ornamentale, sulle altre due laterali, che costituiscono le pareti terminali del transetto, è divisa in due registri da una marcata trabeazione dal fregio a triglifi e metope che percorre tutto il perimetro del tempio: in quello inferiore è collocato il portale su cui è inciso l'anno di fondazione del tempio; in quello superiore, con al centro una finestra, la superficie è movimentata da cinque specchiature rettangolari. Sul secondo registro si imposta l'ampio frontone triangolare nel cui centro si trova un oculo circolare.
Inoltre, le ponderate volumetrie, rivestite in travertino, sono articolate da scansioni euritmiche, così come sono disposti i numerosi elementi ornamentali (paraste, semicolonne, nicchie, timpani, mensole, oculi) che danno vita ad un vero e proprio catalogo dell'estetica rinascimentale.
Il prospetto principale è affiancato sul lato sinistro dalla svettante torre campanaria a più registri, densi di elementi plastico-decorativi, terminante in una cuspide piramidale; caratteristica peculiare della torre è l'essere suddivisa in tre fasce, ciascuna delle quali è decorata con semicolonne e pilastri di diversi ordini architettonici: dal basso, tuscanici, ionici e corinzi. Il progetto prevedeva l'erezione di due campanili simmetrici posti ai lati della facciata principale: di questi, solo quello nord-orientale venne portato a termine (nel 1564); la costruzione della torre nord-occidentale, invece, si fermò al basamento.

### Interno

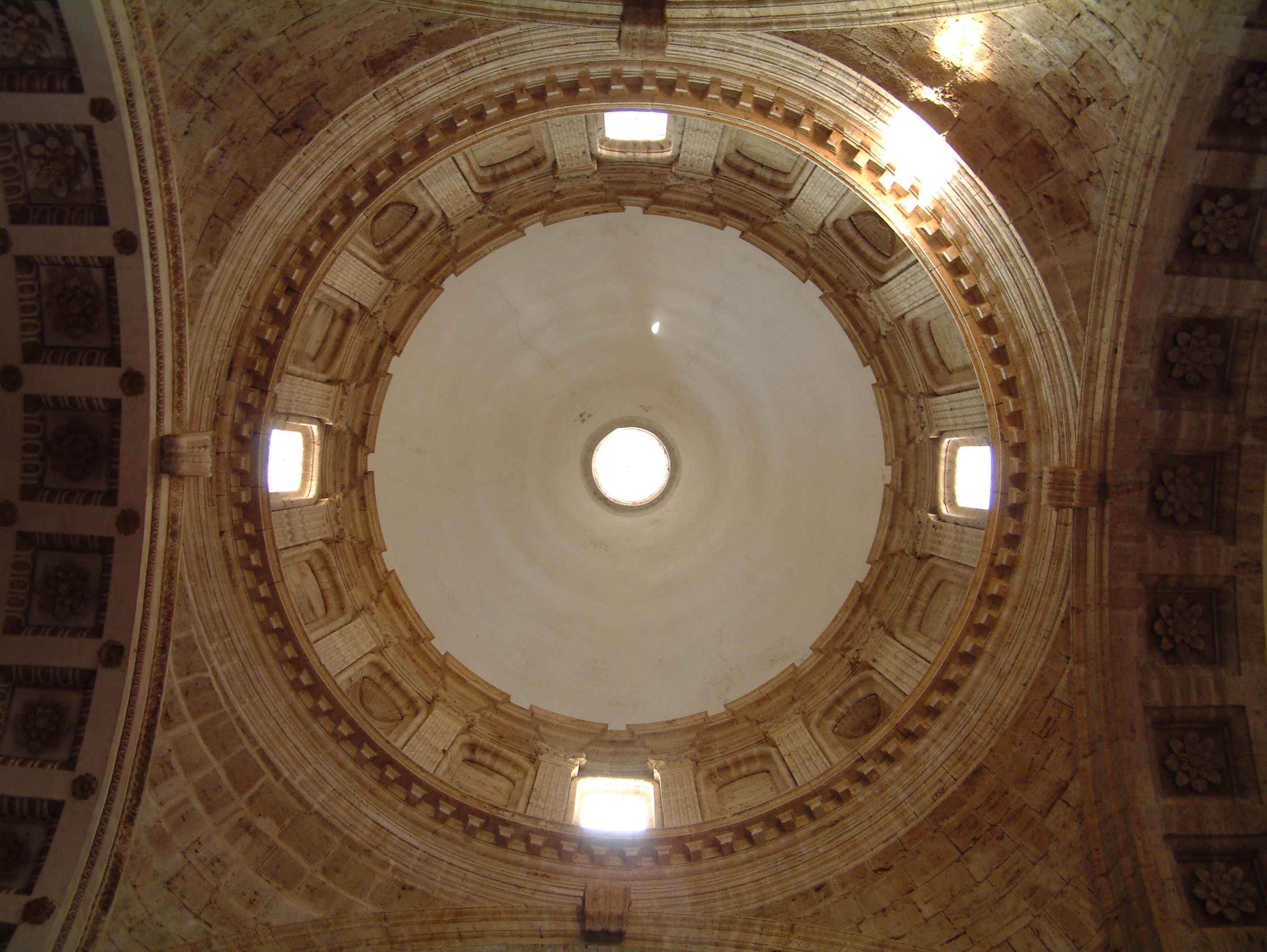
Interno della cupola

La chiesa di San Biagio presenta una pianta a croce greca, con quattro bracci rettangolari simmetrici che si incontrano nella crociera quadrata, coperta dalla cupola, di 13 metri di diametro, che venne costruita tra il 1536 e il 1544. Quest'ultima è a sezione circolare e poggia su quattro pennacchi. Vi è un forte dislivello tra il tamburo esterno (movimentato da lesene ioniche che si alternano a nicchie e a finestre) e quello interno (con un finto loggiato formato da una serie di alte arcate a tutto sesto), risultando quest'ultimo ad una quota inferiore rispetto al primo. La copertura è costituita da una doppia calotta con al centro una stretta intercapedine e termina in alto con la lanterna, anch'essa con finestre.

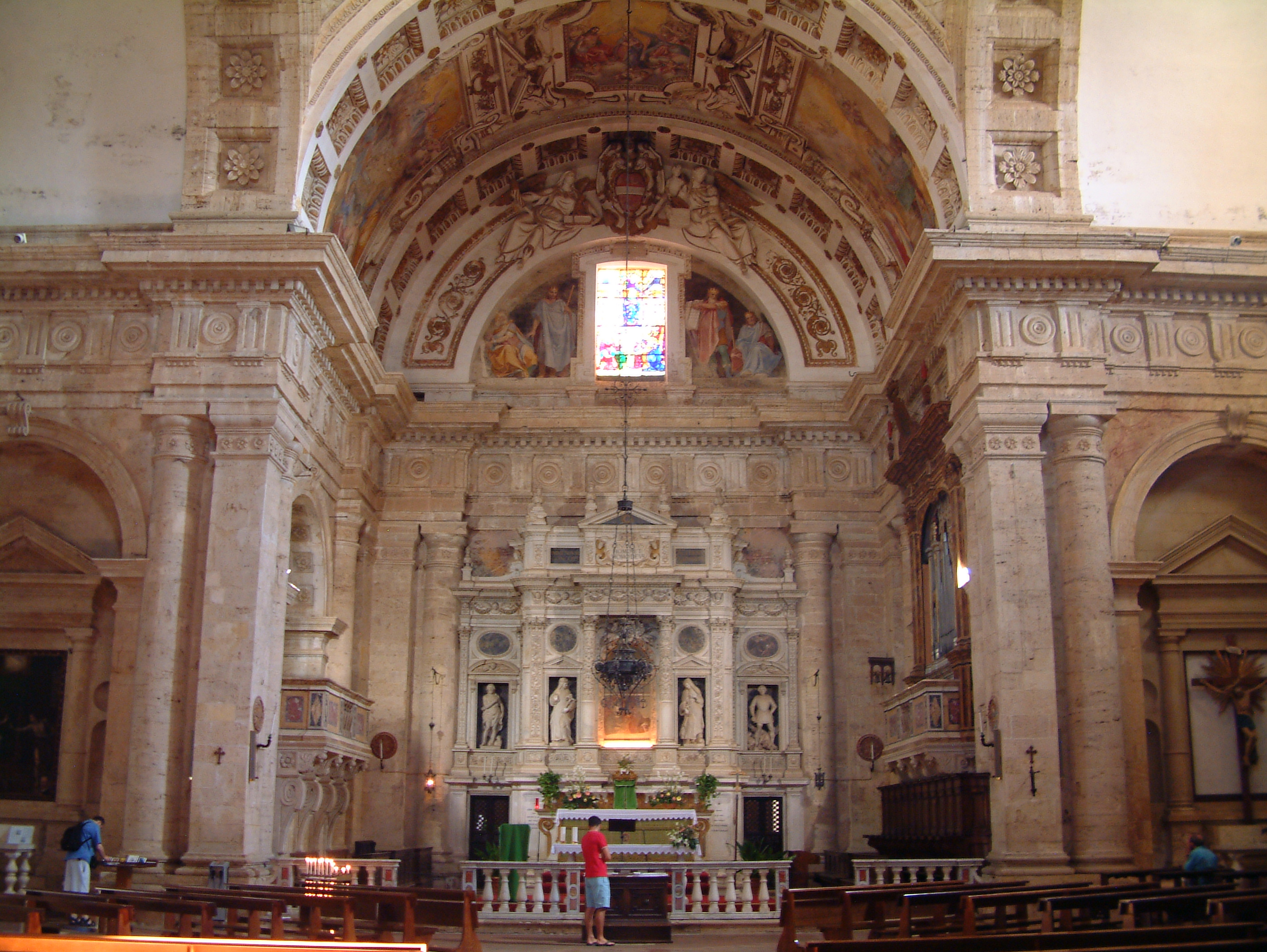
Interno verso l'altare maggiore

Ciascuno dei quattro bracci della chiesa è coperto con volta a botte in parte cassettonata ed illuminato da una finestra rettangolare che si apre nella parete di fondo. Inoltre, nelle pareti laterali della navata e del transetto, si aprono delle nicchie ad arco a tutto sesto, all'interno delle quali vi sono degli altari laterali marmorei.
A ridosso della parete fondale dell'abside (l'abside semicircolare visibile esternamente costituisce la sacrestia) si trova l'altare maggiore, caratterizzato dal ricco dossale in marmo, opera di Giannozzo e Lisandro di Pietro Albertini che lo realizzarono nel 1584. Al centro, tra due colonne corinzie, vi è l'affresco trecentesco, ritenuto miracoloso, raffigurante la Madonna in trono col Bambino, detto della Madonna di San Biagio; ai lati vi sono quattro nicchie, ciascuna delle quali contiene una statua marmorea di Ottaviano Lazzeri; le sculture, risalenti al 1617, raffigurano (da sinistra) San Giovanni Battista, Santa Caterina da Siena, Sant'Agnese e San Giorgio.

### Organo a canne
Sulla cantoria di destra del presbiterio, si trova l'organo a canne, costruito da Alamanno Contucci nel 1781.
Lo strumento, a trasmissione integralmente meccanica, è inserito all'interno di una cassa lignea con prospetto in legno dipinto a finto marmo e decorato con intagli; la mostra è composta da canne di principale disposte in cuspidi uniche in tre campi (in quelli laterali su due livelli) alternati a organetti morti. La consolle è a finestra e dispone di un'unica tastiera di 47 note con prima ottava scavezza (divisione Bassi/Soprani a Mi3/Fa3) e pedaliera scavezza a leggio di 8 note (il nono pedale aziona il Timpano a due canne aperte di 4'), con registro di Contrabbassi 16'+8' sempre inserito e costantemente unita al manuale. I registri sono azionati da manette a scorrimento laterale poste su due file orizzontali alla destra della tastiera.